# Toni Young
Toni Young (Del City, 11 gennaio 1991) è un'ex cestista statunitense, professionista nella WNBA.

## Carriera
È stata selezionata dalle New York Liberty al primo giro del Draft WNBA 2013 (7ª scelta assoluta).